# Producto exterior
En matemáticas, el producto exterior de vectores (o producto de cuña, por el símbolo {\displaystyle \wedge } utilizado para denotarlo) es una construcción algebraica utilizada en geometría para estudiar áreas, volúmenes y sus análogos de dimensiones superiores. El producto exterior de dos vectores {\displaystyle u} y {\displaystyle v}, denotado por {\displaystyle u\wedge v}, se llama bivector y pertenece a un espacio llamado cuadrado exterior, un espacio vectorial que es distinto del espacio original de los vectores. La magnitud de {\displaystyle u\wedge v} se puede interpretar como el área del paralelogramo con lados {\displaystyle u} y {\displaystyle v}, que también se puede calcular mediante el determinante de la matriz formada con ambos vectores, o en tres dimensiones a través del producto vectorial de ambos. De manera más general, todas las superficies planas paralelas con la misma orientación y área tienen el mismo bivector como medida de su área orientada. Al igual que el producto cruzado, el producto exterior es anticonmutativo, lo que significa que {\displaystyle u\wedge v=-(v\wedge u)} para todos los vectores {\displaystyle u} y {\displaystyle v}, pero, a diferencia del producto cruzado, el producto exterior es asociativo.
Cuando se considera de esta manera, el producto exterior de dos vectores se denomina de 2-hojas. De manera más general, el producto exterior de cualquier número k de vectores se puede definir como una k-hoja. Pertenece a un espacio conocido como la k-ésima potencia exterior. La magnitud de la k-hoja resultante es el volumen de la dimensión k de un paralelotopo cuyas aristas son los vectores dados, así como la magnitud del producto mixto de los vectores en tres dimensiones da el volumen del paralelepípedo generado por esos vectores.
El álgebra exterior o álgebra de Grassmann, denominada así en referencia a Hermann Grassmann, es el sistema algebraico cuyo producto es el producto exterior. El álgebra exterior proporciona un entorno algebraico en el que manejar cuestiones geométricas. Por ejemplo, las hojas tienen una interpretación geométrica concreta y los objetos en el álgebra exterior pueden manipularse de acuerdo con un conjunto de reglas inequívocas. El álgebra exterior contiene objetos que no son solo k-hojas, sino sumas de k-hojas; tal suma se llama k-vector. Las k-hojas, debido a que son productos simples de vectores, se denominan elementos simples del álgebra. El rango de cualquier vector k se define como el número más pequeño de elementos simples de los que es una suma. El producto exterior se extiende al álgebra exterior completa, por lo que tiene sentido multiplicar dos elementos cualesquiera del álgebra. Equipada con este producto, el álgebra exterior es un álgebra asociativa, lo que significa que {\displaystyle \alpha \wedge (\beta \wedge \gamma )=(\alpha \wedge \beta )\wedge \gamma } para cualquier elemento {\displaystyle \alpha ,\beta ,\gamma }. Los k vectores tienen grado k, lo que significa que son sumas de productos de k vectores. Cuando se multiplican elementos de diferentes grados, los grados se suman como en una multiplicación de polinomios. Esto significa que el álgebra exterior es un álgebra graduada.
La definición del álgebra exterior tiene sentido para espacios no solo de vectores geométricos, sino de otros objetos similares a vectores como campos vectoriales o funciones. En general, el álgebra exterior se puede definir para módulos sobre un anillo conmutativo, y para otras estructuras de interés en álgebra abstracta. Es una de estas construcciones más generales donde el álgebra exterior encuentra una de sus aplicaciones más importantes, donde aparece como el álgebra de formas diferenciales que es fundamental en áreas que usan la geometría diferencial. El álgebra exterior también tiene muchas propiedades algebraicas que la convierten en una herramienta conveniente en el álgebra misma. La asociación del álgebra exterior a un espacio vectorial es un tipo de funtor en espacios vectoriales, lo que significa que es compatible de cierta manera con la aplicación lineal de espacios vectoriales. El álgebra exterior es un ejemplo de biálgebra, lo que significa que su espacio dual también posee un producto, y este producto dual es compatible con el producto exterior. Este álgebra dual es precisamente el álgebra de formas multilineales, y el emparejamiento entre el álgebra exterior y su dual viene dado por el producto interno.

## Ejemplos

### Áreas en el plano

El área de un paralelogramo en términos del determinante de la matriz de coordenadas de dos de sus vértices

El sistema de coordenadas cartesianas R2 es un espacio vectorial real equipado con una base que consta de un par de vectores unitarios
{\displaystyle {\mathbf {e} }_{1}={\begin{bmatrix}1\\0\end{bmatrix}},\quad {\mathbf {e} }_{2}={\begin{bmatrix}0\\1\end{bmatrix}}.}
Ahora, se supone que
{\displaystyle {\mathbf {v} }={\begin{bmatrix}a\\b\end{bmatrix}}=a{\mathbf {e} }_{1}+b{\mathbf {e} }_{2},\quad {\mathbf {w} }={\begin{bmatrix}c\\d\end{bmatrix}}=c{\mathbf {e} }_{1}+d{\mathbf {e} }_{2}}
son un par de vectores dados en R2, escritos en componentes. Hay un paralelogramo único que tiene v y w como dos de sus lados. El área de este paralelogramo viene dada por la fórmula estándar del determinante:
{\displaystyle {\text{Area}}={\Bigl |}\det {\begin{bmatrix}{\mathbf {v} }&{\mathbf {w} }\end{bmatrix}}{\Bigr |}={\Biggl |}\det {\begin{bmatrix}a&c\\b&d\end{bmatrix}}{\Biggr |}=\left|ad-bc\right|.}
Considérese ahora el producto exterior de v y w:
{\displaystyle {\begin{aligned}{\mathbf {v} }\wedge {\mathbf {w} }&=(a{\mathbf {e} }_{1}+b{\mathbf {e} }_{2})\wedge (c{\mathbf {e} }_{1}+d{\mathbf {e} }_{2})\\&=ac{\mathbf {e} }_{1}\wedge {\mathbf {e} }_{1}+ad{\mathbf {e} }_{1}\wedge {\mathbf {e} }_{2}+bc{\mathbf {e} }_{2}\wedge {\mathbf {e} }_{1}+bd{\mathbf {e} }_{2}\wedge {\mathbf {e} }_{2}\\&=\left(ad-bc\right){\mathbf {e} }_{1}\wedge {\mathbf {e} }_{2}\end{aligned}}}
donde el primer paso usa la ley distributiva para el producto exterior, y el último usa el hecho de que el producto exterior es alterno, y en particular {\displaystyle \mathbf {e_{2}} \wedge \mathbf {e_{1}} =-(\mathbf {e_{1}} \wedge \mathbf {e_{2}} )}. El hecho de que el producto exterior sea alterno también fuerza a que {\displaystyle \mathbf {e} _{1}\wedge \mathbf {e} _{1}=\mathbf {e} _{2}\wedge \mathbf {e} _{2}=0}. Nótese que el coeficiente en esta última expresión es precisamente el determinante de la matriz [v w]. El hecho de que el resultado pueda ser positivo o negativo tiene el significado intuitivo de que v y w pueden estar orientados en sentido contrario a las agujas del reloj o en sentido horario como los vértices del paralelogramo que definen. Tal área se llama "área con signo" del paralelogramo: el valor absoluto del área con signo es el área ordinaria y el signo determina su orientación.
El hecho de que este coeficiente sea el área con signo no es algo accidental. De hecho, es relativamente fácil ver que el producto exterior debería estar relacionado con el área con signo si se intenta axiomatizar esta área como una construcción algebraica. En detalle, si A(v, w) denota el área con signo del paralelogramo del cual el par de vectores v y  'w'  forman dos lados adyacentes, entonces A debe satisfacer las siguientes propiedades:
1. A(rv, sw) = rsA(v, w) para cualquier número real r y s, ya que al cambiar la escala de cualquiera de los lados se cambia la escala del área en la misma cantidad (y al invertir la dirección de uno de los lados se invierte la orientación del paralelogramo).
2. A(v, v) = 0, ya que el área del paralelogramo degenerado determinada por v (es decir, un segmento) es cero.
3. A(w, v) = −A(v, w), ya que intercambiar los papeles de v y w invierte la orientación del paralelogramo.
4. A(v + rw, w) = A(v, w) para cualquier número real r, ya que sumar un múltiplo de w a v no afecta ni a la base ni a la altura del paralelogramo y por lo tanto preserva su área.
5. A(e1, e2) = 1, ya que el área del cuadrado unitario es uno.

El producto cruzado (el vector azul) en relación con el producto exterior (el paralelogramo azul claro). La longitud del producto cruzado es la longitud del vector unitario paralelo (rojo) como el tamaño del producto exterior es el tamaño del paralelogramo de referencia (rojo claro)

Con la excepción de la última propiedad, el producto exterior de dos vectores satisface las mismas propiedades que el área. En cierto sentido, el producto exterior generaliza la propiedad final al permitir comparar el área de un paralelogramo con la de cualquier paralelogramo elegido en un plano paralelo (aquí, el que tiene lados  'e'  1 y  'e'  2). En otras palabras, el producto exterior proporciona una formulación de área independiente de la base.

### Productos cruzados y triples
Para los vectores en un espacio vectorial 3-dimensional orientado con un producto escalar bilineal, el álgebra exterior está estrechamente relacionada con el producto vectorial y el producto mixto. Usando una base canónica (e1, e2, e3), el producto exterior de un par de vectores
{\displaystyle \mathbf {u} =u_{1}\mathbf {e} _{1}+u_{2}\mathbf {e} _{2}+u_{3}\mathbf {e} _{3}}
y
{\displaystyle \mathbf {v} =v_{1}\mathbf {e} _{1}+v_{2}\mathbf {e} _{2}+v_{3}\mathbf {e} _{3}}
es
{\displaystyle \mathbf {u} \wedge \mathbf {v} =(u_{1}v_{2}-u_{2}v_{1})(\mathbf {e} _{1}\wedge \mathbf {e} _{2})+(u_{2}v_{3}-u_{3}v_{2})(\mathbf {e} _{2}\wedge \mathbf {e} _{3})+(u_{3}v_{1}-u_{1}v_{3})(\mathbf {e} _{3}\wedge \mathbf {e} _{1}),}
donde (e1 ∧ e2, e2 ∧ e3, e3 ∧ e1) es una base para el espacio tridimensional Λ2 (R3). Los coeficientes anteriores son los mismos que los de la definición habitual del producto vectorial de vectores en tres dimensiones con una orientación dada, siendo la única diferencia que el producto exterior no es un vector ordinario, sino un 2-vector, y que el producto exterior no depende de la elección de la orientación.
Añadiendo un tercer vector
{\displaystyle \mathbf {w} =w_{1}\mathbf {e} _{1}+w_{2}\mathbf {e} _{2}+w_{3}\mathbf {e} _{3},}
el producto exterior de tres vectores es
{\displaystyle \mathbf {u} \wedge \mathbf {v} \wedge \mathbf {w} =(u_{1}v_{2}w_{3}+u_{2}v_{3}w_{1}+u_{3}v_{1}w_{2}-u_{1}v_{3}w_{2}-u_{2}v_{1}w_{3}-u_{3}v_{2}w_{1})(\mathbf {e} _{1}\wedge \mathbf {e} _{2}\wedge \mathbf {e} _{3})}
donde e1 ∧ e2 ∧ e3 es el vector base para el espacio unidimensional Λ3 (R3). El coeficiente escalar es el producto mixto de los tres vectores.
El producto cruzado y el producto triple en un espacio vectorial euclídeo tridimensional admiten cada uno interpretaciones geométricas y algebraicas. El producto cruzado u × v se puede interpretar como un vector que es perpendicular tanto a u como a v y cuya magnitud es igual al área del paralelogramo determinada por los dos vectores. También se puede interpretar como el vector formado por el menor de la matriz con las columnas u y v. El producto triple de u, v y w es un escalar con signo que representa un volumen con orientación geométrica. Algebraicamente, es el determinante de la matriz con columnas u, v y w. El producto exterior en tres dimensiones permite interpretaciones similares: también se puede identificar con longitudes orientadas, áreas, volúmenes, etc., que están atravesados por uno, dos o más vectores. El producto exterior generaliza estas nociones geométricas a todos los espacios vectoriales y a cualquier número de dimensiones, incluso en ausencia de un producto escalar.

## Definiciones formales y propiedades algebraicas
El álgebra exterior Λ(V) de un espacio vectorial V sobre un cuerpo o campo K se define como el álgebra cociente del álgebra tensorial T(V) por el ideal I de dos lados generado por todos los elementos de la forma x ⊗ x para x ∈ V (es decir, todos los tensores que se pueden expresar como el tensor producto de un vector en V por sí mismo). El ideal I contiene el ideal J generado por elementos de la forma {\displaystyle x\otimes y+y\otimes x=(x+y)\otimes (x+y)-x\otimes x-y\otimes y} y estos ideales coinciden si (y solo si) {\displaystyle \operatorname {char} (K)\neq 2}:
{\displaystyle I\supseteq J{\text{ with equality iff }}\operatorname {char} (K)\neq 2}.
Se define
{\displaystyle {\textstyle \bigwedge }(V)=T(V)/I}
El producto exterior ∧ de dos elementos de Λ(V) es el producto inducido por el producto tensorial ⊗ de T(V). Es decir, si
{\displaystyle \pi :T(V)\to {\textstyle \bigwedge }(V)=T(V)/I}
es la suprayección canónica, y a y b están en Λ(V), entonces hay {\displaystyle \alpha } y {\displaystyle \beta } en T(V) de modo que {\displaystyle a=\pi (\alpha )} y {\displaystyle b=\pi (\beta ),} y
{\displaystyle a\wedge b=\pi (\alpha \otimes \beta ).}
De la definición de un álgebra cociente resulta que el valor de {\displaystyle a\wedge b} no depende de una elección particular de {\displaystyle \alpha } y {\displaystyle \beta }.
Como T0 = K, T1 = V y {\displaystyle \left(T^{0}(V)\oplus T^{1}(V)\right)\cap I=\{0\}}, las inclusiones de K y V en T(V) inducen inyecciones de K y V en Λ(V). Estas inyecciones se consideran comúnmente como inclusiones y se denominan incrustaciones naturales, inyecciones naturales o inclusiones naturales. La palabra canónico también se usa comúnmente en lugar de natural.

### Producto alterno
El producto exterior es por construcción alterno sobre elementos de {\displaystyle V}, lo que significa que {\textstyle x\wedge x=0} para todo {\displaystyle x\in V}, por la construcción anterior. De ello se deduce que el producto también es anticonmutativo en elementos de {\displaystyle V}, por suponer que {\displaystyle x,y\in V},
{\displaystyle 0=(x+y)\wedge (x+y)=x\wedge x+x\wedge y+y\wedge x+y\wedge y=x\wedge y+y\wedge x}
y por lo tanto
{\displaystyle x\wedge y=-(y\wedge x).}
De manera más general, si σ es una permutación de los enteros [1, ..., k], y x1, x2, ..., xk elementos de V, resulta que
{\displaystyle x_{\sigma (1)}\wedge x_{\sigma (2)}\wedge \cdots \wedge x_{\sigma (k)}=\operatorname {sgn} (\sigma )x_{1}\wedge x_{2}\wedge \cdots \wedge x_{k},}
donde sgn(σ) es la signatura de la permutación σ.
En particular, si xi = xj para algunos i ≠ j, entonces la siguiente generalización de la propiedad alterna también es válida:
{\displaystyle x_{1}\wedge x_{2}\wedge \cdots \wedge x_{k}=0.}

### Potenciación exterior
La k-ésima potencia exterior de V, denotada como Λk(V), es el subespacio vectorial de Λ(V) abarcado por elementos de la forma
{\displaystyle x_{1}\wedge x_{2}\wedge \cdots \wedge x_{k},\quad x_{i}\in V,i=1,2,\ldots ,k.}
Si α ∈ Λk(V), entonces α se dice que es un k-vector. Si, además, α se puede expresar como un producto exterior de k elementos de V, entonces se dice que α es descomponible. Aunque los k vectores descomponibles abarcan Λk(V), no todos los elementos de Λk(V) son descomponibles. Por ejemplo, en R4, el siguiente 2-vector no es descomponible:
{\displaystyle \alpha =e_{1}\wedge e_{2}+e_{3}\wedge e_{4}.}
(este es un espacio vectorial simpléctico, desde α ∧ α ≠ 0.)

#### Base y dimensión
Si la dimensión de V es n y  { e1, ..., en }  es una base para V, entonces el conjunto
{\displaystyle \{\,e_{i_{1}}\wedge e_{i_{2}}\wedge \cdots \wedge e_{i_{k}}~{\big |}~~k=1,2,\cdots n~~{\text{ and }}~~1\leq i_{1}<i_{2}<\cdots <i_{k}\leq n\,\}}
es una base para Λk(V). El motivo es el siguiente: dado cualquier producto exterior de la forma
{\displaystyle v_{1}\wedge \cdots \wedge v_{k},}
cada vector vj puede escribirse como una combinación lineal de los vectores de la base ei; usando la bilinealidad del producto exterior, esto puede expandirse a una combinación lineal de productos exteriores de esos vectores de la base. Cualquier producto exterior en el que aparezca el mismo vector base más de una vez es cero; cualquier producto exterior en el que los vectores base no aparezcan en el orden correcto se puede reordenar, cambiando el signo siempre que dos vectores base cambien de lugar. En general, los coeficientes resultantes de los k vectores de una base se pueden calcular como los menores de la matriz que describe los vectores vj en términos de la base ei.
Contando los elementos básicos, la dimensión de Λk(V) es igual al coeficiente binomial:
{\displaystyle \dim {\textstyle \bigwedge }^{k}(V)={\binom {n}{k}}\,.}
donde n es la dimensión de los vectores y k es el número de vectores en el producto. El coeficiente binomial produce el resultado correcto, incluso en casos excepcionales; en particular, Λk(V) = { 0 } para  k > n .
Cualquier elemento del álgebra exterior se puede escribir como una suma de k-vectores. Por tanto, como espacio vectorial, el álgebra exterior es una suma directa
{\displaystyle {\textstyle \bigwedge }(V)={\textstyle \bigwedge }^{0}(V)\oplus {\textstyle \bigwedge }^{1}(V)\oplus {\textstyle \bigwedge }^{2}(V)\oplus \cdots \oplus {\textstyle \bigwedge }^{n}(V)}
(donde por convención  Λ0(V) = K , cuerpo subyacente a V y  Λ1(V) = V ), y por lo tanto su dimensión es igual a la suma de los coeficientes binomiales, que es 2n.

#### Rango de unk-vector
Si α ∈ Λk(V), entonces es posible expresar α como una combinación lineal de k-vectores descomponibles:
{\displaystyle \alpha =\alpha ^{(1)}+\alpha ^{(2)}+\cdots +\alpha ^{(s)}}
donde cada α(i) es descomponible, en
{\displaystyle \alpha ^{(i)}=\alpha _{1}^{(i)}\wedge \cdots \wedge \alpha _{k}^{(i)},\quad i=1,2,\ldots ,s.}
El rango del k-vector α es el número mínimo de k-vectores descomponibles en tal expansión de α. Esto es similar a la noción de rango de un tensor.
El rango es particularmente importante en el estudio de 2-vectores (Sternberg, 1964, §III.6) (Bryant et al., 1991). El rango de un 2-vector α puede identificarse con la mitad del rango de la matriz de los coeficientes de α en una base. Por lo tanto, si ei es una base para V, entonces α se puede expresar únicamente como
{\displaystyle \alpha =\sum _{i,j}a_{ij}e_{i}\wedge e_{j}}
donde aij = −aji (la matriz de coeficientes es antisimétrica). El rango de la matriz aij es por tanto par, y es el doble del rango de la forma α.
En la característica 0, el 2-vector α tiene rango p si y solo si
{\displaystyle {\underset {p}{\underbrace {\alpha \wedge \cdots \wedge \alpha } }}\neq 0\ } y {\displaystyle \ {\underset {p+1}{\underbrace {\alpha \wedge \cdots \wedge \alpha } }}=0.}

### Estructura graduada
El producto exterior de un k-vector con un p- vector es un (k + p)-vector, que nuevamente invoca la bilinealidad. Como consecuencia, la descomposición de una suma directa de la sección anterior
{\displaystyle {\textstyle \bigwedge }(V)={\textstyle \bigwedge }^{\!0}(V)\oplus {\textstyle \bigwedge }^{\!1}(V)\oplus {\textstyle \bigwedge }^{\!2}(V)\oplus \cdots \oplus {\textstyle \bigwedge }^{\!n}(V)}
le da al álgebra exterior la estructura adicional de un álgebra graduada, es decir
{\displaystyle {\textstyle \bigwedge }^{k}(V)\wedge {\textstyle \bigwedge }^{p}(V)\subset {\textstyle \bigwedge }^{k+p}(V).}
Además, si K es la base del cuerpo, entonces
{\displaystyle {\textstyle \bigwedge }^{\!0}(V)=K} y {\displaystyle {\textstyle \bigwedge }^{\!1}(V)=V.}
El producto exterior se clasifica como anticomutativo, lo que significa que si α ∈ Λk(V) y β ∈ Λp(V), entonces
{\displaystyle \alpha \wedge \beta =(-1)^{kp}\beta \wedge \alpha .}
Además de estudiar la estructura graduada en el álgebra exterior,Bourbaki (1989) estudia estructuras graduadas adicionales en álgebras exteriores, como las del álgebra exterior de un álgebra graduada (un módulo que ya tiene su propia graduación).

### Propiedad universal
Sea V un espacio vectorial sobre el campo K. De manera informal, la multiplicación en Λ(V) se realiza manipulando símbolos e imponiendo una distributividad, una asociatividad y utilizando la identidad {\displaystyle v\wedge v=0} para v ∈ V. Formalmente, Λ(V) es el álgebra "más general" en la que estas reglas son válidas para la multiplicación, en el sentido de que cualquier K-álgebra asociativa unidad que contenga V con multiplicación alterna en V debe contener una imagen homomórfica de Λ(V). En otras palabras, el álgebra exterior tiene la siguiente propiedad universal:
Dada cualquier K-álgebra asociativa unitaria A y cualquier K-aplicación lineal j : V → A tal que j(v)j(v) = 0 para cada v en V, entonces existe precisamente un homomorfismo algebraico f : Λ(V) → A unitario tal que j(v) = f(i(v)) para todo v en V (aquí i es la inclusión natural de V en Λ(V), véase arriba).
Para construir el álgebra más general que contiene V y cuya multiplicación se alterna en V, es natural comenzar con el álgebra asociativa más general que contiene V, el álgebra tensorial T(V), y luego hacer cumplir la propiedad alterna tomando un cociente adecuado. Por lo tanto, se toma el ideal I de dos lados en T(V) generado por todos los elementos de la forma v ⊗ v para v en V, y se define Λ(V) como el cociente
{\displaystyle {\textstyle \bigwedge }(V)=T(V)/I\ }
(y se usa ∧ como el símbolo para la multiplicación en Λ(V)). Entonces es sencillo demostrar que Λ(V) contiene V y satisface la propiedad universal anterior.
Como consecuencia de esta construcción, la operación de asignar a un espacio vectorial V su álgebra exterior Λ(V) es un funtor desde la categoría de los espacios vectoriales a la categoría de las álgebras.
En lugar de definir primero Λ(V) y luego identificar las potencias exteriores Λk(V) como ciertos subespacios, se puede alternativamente definir primero los espacios Λk(V) y luego combinarlos para formar el álgebra Λ(V). Este enfoque se utiliza a menudo en geometría diferencial y se describe en la siguiente sección.

### Generalizaciones
Dado un anillo conmutativo R y un R-módulo M, se puede definir el álgebra exterior Λ(M) tal como se indicó anteriormente, como un cociente adecuado del álgebra tensorial T(M). Satisface la propiedad universal análoga. Muchas de las propiedades de Λ(M) también requieren que M sea un módulo proyectivo. Cuando se usa la dimensionalidad finita, las propiedades requieren además que M sea generado finitamente y proyectivo. Las generalizaciones a las situaciones más comunes se pueden encontrar en Bourbaki (1989).
Las álgebras exteriores de fibrado vectorial se consideran con frecuencia en geometría y topología. No existen diferencias esenciales entre las propiedades algebraicas del álgebra exterior de paquetes vectoriales de dimensión finita y las del álgebra exterior de módulos proyectivos generados finitamente, según el teorema de Serre–Swan. Se pueden definir álgebras exteriores más generales para haces de módulos.

## Álgebra tensorial alterna
Si K es un campo de característica 0, entonces el álgebra exterior de un espacio vectorial V sobre K se puede identificar canónicamente con el subespacio vectorial de T (V) que consta de tensores antisimétricos. Recuérdese que el álgebra exterior es el cociente de T(V) por el ideal I generado por elementos de la forma x ⊗ x.
Sea Tr(V) el espacio de tensores homogéneos de grado r, atravesado por tensores descomponibles.
{\displaystyle v_{1}\otimes \cdots \otimes v_{r},\quad v_{i}\in V.}
La antisimetrización (o a veces la simetrización oblicua) de un tensor descomponible se define por
{\displaystyle \operatorname {Alt} (v_{1}\otimes \cdots \otimes v_{r})={\frac {1}{r!}}\sum _{\sigma \in {\mathfrak {S}}_{r}}\operatorname {sgn} (\sigma )v_{\sigma (1)}\otimes \cdots \otimes v_{\sigma (r)}}
donde la suma se toma sobre el grupo simétrico de permutaciones en los símbolos {1, ..., r}. Esto se extiende por linealidad y homogeneidad a una operación, también denotada por Alt, en el álgebra tensorial completa T(V). La imagen Alt(T(V)) es el álgebra de tensor alterno, denotada A(V). Este es un subespacio vectorial de T(V), y hereda la estructura de un espacio vectorial graduado de la de T(V). Lleva un producto calificado asociativo {\displaystyle {\widehat {\otimes }}} definido por
{\displaystyle t~{\widehat {\otimes }}~s=\operatorname {Alt} (t\otimes s).}
Aunque este producto difiere del producto tensorial, el núcleo de Alt es precisamente el ideal I (nuevamente, asumiendo que K tiene la característica 0), y existe un isomorfismo canónico
{\displaystyle A(V)\cong {\textstyle \bigwedge }(V).}

### Notación de índices
Supóngase que V tiene una dimensión finita n, y que se da una base e1, ..., en de V. Entonces, cualquier tensor alterno t ∈ Ar(V) ⊂ Tr(V) se puede escribir en notación indexada como
{\displaystyle t=t^{i_{1}i_{2}\cdots i_{r}}\,{\mathbf {e} }_{i_{1}}\otimes {\mathbf {e} }_{i_{2}}\otimes \cdots \otimes {\mathbf {e} }_{i_{r}},}
donde ti1⋅⋅⋅ir es completamente antisimétrico en sus índices.
El producto exterior de dos tensores alternos t y s de los rangos r y p viene dado por
{\displaystyle t~{\widehat {\otimes }}~s={\frac {1}{(r+p)!}}\sum _{\sigma \in {\mathfrak {S}}_{r+p}}\operatorname {sgn} (\sigma )t^{i_{\sigma (1)}\cdots i_{\sigma (r)}}s^{i_{\sigma (r+1)}\cdots i_{\sigma (r+p)}}{\mathbf {e} }_{i_{1}}\otimes {\mathbf {e} }_{i_{2}}\otimes \cdots \otimes {\mathbf {e} }_{i_{r+p}}.}
Los componentes de este tensor son precisamente la parte oblicua de los componentes del producto tensorial s ⊗ t, indicado por corchetes en los índices:
{\displaystyle (t~{\widehat {\otimes }}~s)^{i_{1}\cdots i_{r+p}}=t^{[i_{1}\cdots i_{r}}s^{i_{r+1}\cdots i_{r+p}]}.}
El producto interno también se puede describir en notación indexada como sigue. Sea {\displaystyle t=t^{i_{0}i_{1}\cdots i_{r-1}}} un tensor antisimétrico de rango r. Entonces, para α ∈ V∗, iαt es un tensor alterno de rango r − 1, dado por
{\displaystyle (i_{\alpha }t)^{i_{1}\cdots i_{r-1}}=r\sum _{j=0}^{n}\alpha _{j}t^{ji_{1}\cdots i_{r-1}}.}
donde n es la dimensión de V.

## Dualidad

### Operadores alternos
Dados dos espacios vectoriales V y X y un número natural k, un operador alterno de Vk a X es una aplicación multilineal
{\displaystyle f\colon V^{k}\to X}
tal que siempre que v1, ..., vk son vectores linealmente dependientes en V, entonces
{\displaystyle f(v_{1},\ldots ,v_{k})=0.}
La aplicación
{\displaystyle w\colon V^{k}\to {\textstyle \bigwedge }^{\!k}(V)}
que asocia a los vectores {\displaystyle k} de {\displaystyle V} su producto exterior, es decir, su correspondiente vector {\displaystyle k}, también es alterna. De hecho, esta aplicación es el operador alterno más general definido en {\displaystyle V^{k}}; dado cualquier otro operador alterno {\displaystyle f:V^{k}\rightarrow X}, existe una aplicación lineal {\displaystyle \phi :\wedge ^{k}(V)\rightarrow X} único con {\displaystyle f=\phi \circ w}. Esta propiedad universal caracteriza el espacio {\displaystyle \wedge ^{k}(V)} y puede servir como su definición.

### Formas multilineales alternas

Interpretación geométrica para el producto exterior de n 1-formas (ε, η, ω) para obtener una n-forma ("malla" de un sistema de coordenadas, aquí planos), para n = 1, 2, 3. Las "circulaciones" muestran orientación.

La discusión anterior se especializa en el caso de X = K, la base del campo. En este caso una función multilineal alterna
{\displaystyle f:V^{k}\to K\ }
se llama una forma multilineal alterna. El conjunto de todas las formas multilineales alternadas es un espacio vectorial, ya que la suma de dos de esas aplicaciones, o el producto de tal aplicación por un escalar, se alterna de nuevo. Por la propiedad universal de la potencia exterior, el espacio de formas alternas de grado k sobre V es naturalmente isomorfo con el espacio dual (ΛkV )∗. Si V es de dimensión finita, entonces este último es naturalmente isomorfo a Λk( V∗). En particular, si V es n-dimensional, la dimensión del espacio de los mapas alternos de Vk a K es el coeficiente binomial {\displaystyle {\tbinom {n}{k}}.}
Bajo esta identificación, el producto exterior toma una forma concreta: produce una nueva aplicación antisimétrica a partir de otras dos dadas. Supóngase que ω : Vk → K y η:Vm→K son dos aplicaciones antisimétricas. Como en el caso del producto tensorial de aplicaciones multilineales, el número de variables de su producto exterior es la suma de los números de sus variables. Se define de la siguiente manera:
{\displaystyle \omega \wedge \eta ={\frac {(k+m)!}{k!\,m!}}\operatorname {Alt} (\omega \otimes \eta ),}
donde, si la característica de la base del cuerpo K es 0, la alternancia Alt de una aplicación multilineal se define como el promedio de los valores ajustados por el signo sobre todas las permutaciones de sus variables:
{\displaystyle \operatorname {Alt} (\omega )(x_{1},\ldots ,x_{k})={\frac {1}{k!}}\sum _{\sigma \in S_{k}}\operatorname {sgn} (\sigma )\,\omega (x_{\sigma (1)},\ldots ,x_{\sigma (k)}).}
Cuando el cuerpo K tiene característica finita, se obtiene una versión equivalente a la expresión anterior pero sin factoriales ni constantes:
{\displaystyle {\omega \wedge \eta (x_{1},\ldots ,x_{k+m})}=\sum _{\sigma \in Sh_{k,m}}\operatorname {sgn} (\sigma )\,\omega (x_{\sigma (1)},\ldots ,x_{\sigma (k)})\eta (x_{\sigma (k+1)},\ldots ,x_{\sigma (k+m)}),}
donde aquí Shk,m ⊂ Sk+m es el subconjunto de los (k,m) barajados: las permutaciones del conjunto σ{1, 2, ..., k + m}, tales que σ(1) < σ(2) < ... < σ(k) y σ(k + 1) < σ(k + 2) < ... < σ(k + m).

### Producto interno
Supóngase que "V" es de dimensión finita. Si V∗ denota el espacio dual al espacio vectorial V, entonces para cada α ∈ V∗, es posible definir una antiderivación en el álgebra Λ (V),
{\displaystyle i_{\alpha }:{\textstyle \bigwedge }^{k}V\rightarrow {\textstyle \bigwedge }^{k-1}V.}
Esta derivación se llama el producto interno con α, o algunas veces el operador de inserción, o la contracción por α.
Supóngase que w ∈ ΛkV. Entonces w es una aplicación multilineal de V∗ sobre K, por lo que está definido por sus valores en la k-hoja del producto cartesiano V∗ × V∗ × ... × V∗. Si u1, u2, ..., uk−1 son k − 1 elementos de V∗, se define
{\displaystyle (i_{\alpha }{\mathbf {w} })(u_{1},u_{2},\ldots ,u_{k-1})={\mathbf {w} }(\alpha ,u_{1},u_{2},\ldots ,u_{k-1}).}
Además, se tiene que iαf = 0 siempre que f sea un escalar puro (es decir, pertenezca a Λ0V).

#### Caracterización axiomática y propiedades
El producto interno satisface las siguientes propiedades:
1. Para cada k y cada α ∈ V∗,
2. :: {\displaystyle i_{\alpha }:{\textstyle \bigwedge }^{k}V\rightarrow {\textstyle \bigwedge }^{k-1}V.}
3. :(Por convención, Λ−1V = {0}.)
4. Si v es un elemento de V(=Λ1V), entonces iαv = α(v) es el emparejamiento dual entre elementos de V y elementos de V∗.
5. Para cada α ∈ V∗,  iα es una derivación graduada de grado −1:
6. :: {\displaystyle i_{\alpha }(a\wedge b)=(i_{\alpha }a)\wedge b+(-1)^{\deg a}a\wedge (i_{\alpha }b).}

Estas tres propiedades son suficientes para caracterizar el producto interno, así como para definirlo en el caso general de dimensión infinita.
Otras propiedades del producto interno incluyen:
* {\displaystyle i_{\alpha }\circ i_{\alpha }=0.}
* {\displaystyle i_{\alpha }\circ i_{\beta }=-i_{\beta }\circ i_{\alpha }.}

### Dual de Hodge
Supóngase que V tiene una dimensión finita n. Entonces el producto interno induce un isomorfismo canónico de espacios vectoriales
{\displaystyle {\textstyle \bigwedge }^{k}(V^{*})\otimes {\textstyle \bigwedge }^{n}(V)\to {\textstyle \bigwedge }^{n-k}(V)}
por la definición recursiva
{\displaystyle i_{\alpha \wedge \beta }=i_{\beta }\circ i_{\alpha }.}
En la configuración geométrica, un elemento distinto de cero de la potencia exterior superior Λn(V) (que es un espacio vectorial unidimensional) a veces se denomina forma de volumen (o forma orientada, aunque este término a veces puede dar lugar a ambigüedad). El término "orientada" proviene del hecho de que la elección del elemento superior preferido determina una orientación de todo el álgebra exterior, ya que equivale a fijar una base ordenada del espacio vectorial. En relación con la forma de volumen preferida σ, el isomorfismo entre un elemento {\displaystyle \alpha \in \wedge ^{k}(V^{*})} y su dual de Hodge viene dado explícitamente por
{\displaystyle {\textstyle \bigwedge }^{k}(V^{*})\to {\textstyle \bigwedge }^{n-k}(V):\alpha \mapsto i_{\alpha }\sigma .}
Si, además de una forma de volumen, el espacio vectorial V está equipado con un producto interior que identifica V con V∗, entonces el isomorfismo resultante se llama el operador de estrella de Hodge, que asigna un elemento a su dual de Hodge:
{\displaystyle \star :{\textstyle \bigwedge }^{k}(V)\rightarrow {\textstyle \bigwedge }^{n-k}(V).}
La composición de {\displaystyle \star } consigo misma aplica Λk(V) → Λk(V) y siempre es un múltiplo escalar de la aplicación identidad. En la mayoría de las aplicaciones, la forma de volumen es compatible con el producto interior en el sentido de que es un producto exterior de una base ortonormal de V. En este caso,
{\displaystyle \star \circ \star :{\textstyle \bigwedge }^{k}(V)\to {\textstyle \bigwedge }^{k}(V)=(-1)^{k(n-k)+q}\mathrm {id} }
donde id es la identidad, y el producto interior tiene signatura métrica (p, q) - p positiva y q negativa.

### Producto interior
Cuando V es un espacio de dimensión finita, un producto interior (o un producto interior pseudo euclídeo) en V define un isomorfismo de V con V∗, y así también un isomorfismo de ΛkV con (ΛkV )∗. La relación entre estos dos espacios también toma la forma de un producto interior. Sobre k vectores descomponibles,
{\displaystyle \left\langle v_{1}\wedge \cdots \wedge v_{k},w_{1}\wedge \cdots \wedge w_{k}\right\rangle =\det(\langle v_{i},w_{j}\rangle ),}
el determinante de la matriz de productos interiores. En el caso especial vi = wi, el producto interior es la norma cuadrada del vector k, dada por el determinante de la matriz de Gram (⟨vi, vj⟩). Esto luego se extiende bilinealmente (o sesquilinearmente en el caso complejo) a un producto interior no degenerado en ΛkV. Si ei, i = 1, 2, ..., n, forman una base ortonormal de V, entonces los vectores de la forma
{\displaystyle e_{i_{1}}\wedge \cdots \wedge e_{i_{k}},\quad i_{1}<\cdots <i_{k},}
constituyen una base ortonormal para Λk (V).
Con respecto al producto interior, la multiplicación exterior y el producto interior son mutuamente contiguos. Específicamente, para v ∈ Λk−1(V), w ∈ Λk(V) y x ∈ V,
{\displaystyle \langle x\wedge \mathbf {v} ,\mathbf {w} \rangle =\langle \mathbf {v} ,i_{x^{\flat }}\mathbf {w} \rangle }
donde x♭ ∈ V∗ es el isomorfismo canónico, la funcional lineal definida por
{\displaystyle x^{\flat }(y)=\langle x,y\rangle }
para todo y ∈ V. Esta propiedad caracteriza completamente el producto interior en el álgebra exterior.
De hecho, de manera más general para v ∈ Λk−l(V), w ∈ Λk(V) y x ∈ Λl(V), la iteración de las propiedades adjuntas anteriores da
{\displaystyle \langle \mathbf {x} \wedge \mathbf {v} ,\mathbf {w} \rangle =\langle \mathbf {v} ,i_{\mathbf {x} ^{\flat }}\mathbf {w} \rangle }
donde ahora x♭ ∈ Λl(V∗) ≃ (Λl(V))∗ es el vector dual l definido por
{\displaystyle \mathbf {x} ^{\flat }(\mathbf {y} )=\langle \mathbf {x} ,\mathbf {y} \rangle }
para todo y ∈ Λl(V).

### Estructura biálgebra
Existe una correspondencia entre el dual graduado del álgebra graduada Λ(V) y las formas multilineales alternas en V. El álgebra exterior (así como el álgebra simétrica) hereda una estructura biálgebra y, de hecho, una estructura de álgebra de Hopf, del álgebra tensorial. Consúltese el artículo sobre álgebra tensorial para obtener un tratamiento detallado del tema.
El producto exterior de las formas multilineales definidas anteriormente es dual a un coproducto definido en Λ(V), dando la estructura de un coálgebra. El coproducto es una función lineal Δ : Λ(V) → Λ(V) ⊗ Λ(V) que viene dada por
{\displaystyle \Delta (v)=1\otimes v+v\otimes 1}
en los elementos v∈V. El símbolo 1 representa el elemento de unidad del campo K. Recuérdese que K ⊂ Λ(V), de modo que lo anterior realmente se encuentra en Λ(V) ⊗ Λ(V). Esta definición del coproducto se eleva al espacio completo Λ(V) por homomorfismo (lineal).
La forma correcta de este homomorfismo no es la que se podría escribir ingenuamente, sino que tiene que ser la que se define cuidadosamente en el artículo de coálgebra. En este caso, se obtiene
{\displaystyle \Delta (v\wedge w)=1\otimes (v\wedge w)+v\otimes w-w\otimes v+(v\wedge w)\otimes 1.}
Ampliando esto en detalle, se obtiene la siguiente expresión sobre elementos descomponibles:
{\displaystyle \Delta (x_{1}\wedge \cdots \wedge x_{k})=\sum _{p=0}^{k}\;\sum _{\sigma \in Sh(p+1,k-p)}\;\operatorname {sgn} (\sigma )(x_{\sigma (0)}\wedge \cdots \wedge x_{\sigma (p)})\otimes (x_{\sigma (p+1)}\wedge \cdots \wedge x_{\sigma (k)}).}
donde la segunda suma se toma sobre todo (p+1, k−p)-barajados. Lo anterior se escribe con un truco de notación, para realizar un seguimiento del elemento de campo 1: el truco es escribir {\displaystyle x_{0}=1}, y esto se baraja en varias ubicaciones durante la expansión de la suma sobre barajas. El barajado se deduce directamente del primer axioma de una co-álgebra: el orden relativo de los elementos {\displaystyle x_{k}} se conserva en el barajado rápido, que simplemente divide la secuencia ordenada en dos secuencias ordenadas, una a la izquierda, y otra a la derecha.
Obsérvese que el coproducto conserva la calificación del álgebra. Extendiéndose al espacio completo Λ (V), se tiene que
{\displaystyle \Delta :{\textstyle \bigwedge }^{k}(V)\to \bigoplus _{p=0}^{k}{\textstyle \bigwedge }^{p}(V)\otimes {\textstyle \bigwedge }^{k-p}(V)}
El símbolo tensorial ⊗ utilizado en esta sección debe entenderse con cierta precaución: "no" es el mismo símbolo tensorial que se utiliza en la definición del producto alterno. Intuitivamente, quizás sea más fácil pensarlo como otro producto tensorial, pero diferente: sigue siendo (bi)lineal, como deberían ser los productos tensoriales, pero es el producto que es apropiado para la definición de una biálgebra, es decir, para crear el objeto Λ(V) ⊗ Λ(V).. Cualquier duda persistente se puede aclarar ponderando las igualdades (1 ⊗ v) ∧ (1 ⊗ w) = 1 ⊗ (v ∧ w) y (v ⊗ 1) ∧ (1 ⊗ w) = v ⊗ w, que se derivan de la definición de coalgebra, a diferencia de manipulaciones ingenuas que involucran el tensor y los símbolos de cuña. Esta distinción se desarrolla con mayor detalle en el artículo sobre álgebras tensoriales. Aquí, el problema es mucho menor, ya que el producto alterno Λ corresponde claramente a la multiplicación en la biálgebra, dejando el símbolo ⊗ libre para su uso en la definición de la biálgebra. En la práctica, esto no presenta un problema particular, siempre que se evite la trampa fatal de reemplazar sumas alternas de ⊗ por el símbolo de la cuña, con una excepción. Se puede construir un producto alterno a partir de ⊗, entendiendo que funciona en un espacio diferente. Inmediatamente a continuación, se da un ejemplo: el producto alterno para el espacio dual se puede dar en términos del coproducto. La construcción de la biálgebra aquí es paralela a la construcción en el artículo sobre el álgebra tensorial casi exactamente, excepto por la necesidad de seguir correctamente los signos alternos del álgebra exterior.
En términos del coproducto, el producto exterior en el espacio dual es solo el dual graduado del coproducto:
{\displaystyle (\alpha \wedge \beta )(x_{1}\wedge \cdots \wedge x_{k})=(\alpha \otimes \beta )\left(\Delta (x_{1}\wedge \cdots \wedge x_{k})\right)}
donde el producto tensorial en el lado derecho es de aplicaciones lineales multilineales (extendido por cero en elementos de grado homogéneo incompatible: más precisamente, α ∧ β = ε ∘ (α ⊗ β) ∘ Δ, donde ε es el contador, como se define actualmente).
El contador es el homomorfismo ε : Λ(V) → K que devuelve el componente de grado 0 de su argumento. El coproducto y el recuento, junto con el producto exterior, definen la estructura de una biálgebra en el álgebra exterior.
Con una antípoda definida en elementos homogéneos por {\displaystyle S(x)=(-1)^{\binom {{\text{deg}}\,x\,+1}{2}}x}, el álgebra exterior es además un álgebra de Hopf.

## Functorialidad
Supóngase que V y W son un par de espacios vectoriales y f : V → W es un aplicación lineal. Entonces, por la propiedad universal, existe un homomorfismo único de álgebras graduadas
{\displaystyle {\textstyle \bigwedge }(f):{\textstyle \bigwedge }(V)\rightarrow {\textstyle \bigwedge }(W)}
tal que
{\displaystyle {\textstyle \bigwedge }(f)\left|_{{\textstyle \bigwedge }^{1}(V)}\right.=f:V={\textstyle \bigwedge }^{1}(V)\rightarrow W={\textstyle \bigwedge }^{1}(W).}
En particular, Λ(f) conserva el grado homogéneo. Los componentes graduados k de Λ(f) se dan en elementos descomponibles por
{\displaystyle {\textstyle \bigwedge }(f)(x_{1}\wedge \cdots \wedge x_{k})=f(x_{1})\wedge \cdots \wedge f(x_{k}).}
Sea
{\displaystyle {\textstyle \bigwedge }^{k}(f)={\textstyle \bigwedge }(f)\left|_{{\textstyle \bigwedge }^{k}(V)}\right.:{\textstyle \bigwedge }^{k}(V)\rightarrow {\textstyle \bigwedge }^{k}(W).}
Los componentes de la transformación Λk(f) relativa a una base de V y W es la matriz de k × k menores de f. En particular, si V = W y V son de dimensión finita n, entonces Λn (f) es una aplicación de un espacio vectorial unidimensional ΛnV consigo mismo, y por lo tanto, viene dado por un escalar: el determinante de f.

### Exactitud
Si {\displaystyle 0\to U\to V\to W\to 0} es una sucesión exacta de espacios vectoriales, entonces
{\displaystyle 0\to {\textstyle \bigwedge }^{1}(U)\wedge {\textstyle \bigwedge }(V)\to {\textstyle \bigwedge }(V)\to {\textstyle \bigwedge }(W)\to 0}
es una secuencia exacta de espacios vectoriales graduados,
{\displaystyle 0\to {\textstyle \bigwedge }(U)\to {\textstyle \bigwedge }(V).}

### Sumas directas
En particular, el álgebra exterior de una suma directa es isomórfica al producto tensorial de las álgebras exteriores:
{\displaystyle {\textstyle \bigwedge }(V\oplus W)\cong {\textstyle \bigwedge }(V)\otimes {\textstyle \bigwedge }(W).}
Este es un isomorfismo graduado; es decir,
{\displaystyle {\textstyle \bigwedge }^{k}(V\oplus W)\cong \bigoplus _{p+q=k}{\textstyle \bigwedge }^{p}(V)\otimes {\textstyle \bigwedge }^{q}(W).}
Un poco más en general, si {\displaystyle 0\to U\to V\to W\to 0} es una secuencia corta exacta de espacios vectoriales, entonces Λk(V) se dice que posee una filtración
{\displaystyle 0=F^{0}\subseteq F^{1}\subseteq \cdots \subseteq F^{k}\subseteq F^{k+1}={\textstyle \bigwedge }^{k}(V)}
con cocientes
{\displaystyle F^{p+1}/F^{p}={\textstyle \bigwedge }^{k-p}(U)\otimes {\textstyle \bigwedge }^{p}(W).}
En particular, si U es unidimensional, entonces
{\displaystyle 0\to U\otimes {\textstyle \bigwedge }^{k-1}(W)\to {\textstyle \bigwedge }^{k}(V)\to {\textstyle \bigwedge }^{k}(W)\to 0}
es exacta, y si W es unidimensional, entonces
{\displaystyle 0\to {\textstyle \bigwedge }^{k}(U)\to {\textstyle \bigwedge }^{k}(V)\to {\textstyle \bigwedge }^{k-1}(U)\otimes W\to 0}
es exacto.

## Aplicaciones

### Álgebra lineal
En aplicaciones relativas al álgebra lineal, el producto exterior proporciona una forma algebraica abstracta para describir el determinante y los menores de una matriz. Por ejemplo, es bien sabido que el determinante de una matriz cuadrada es igual al volumen del paraleloótopo cuyos lados son las columnas de la matriz (con un signo para seguir la orientación). Esto sugiere que el determinante se puede definir en términos del producto exterior de los vectores columna. Asimismo, los menores k × k de una matriz se pueden definir observando los productos exteriores de k vectores columna elegidos a la vez. Estas ideas pueden extenderse no solo a matrices, sino también a aplicaciones lineales: el determinante de una transformación lineal es el factor por el cual se escala el volumen orientado de cualquier paralelotopo de referencia dado. Entonces, el determinante de una transformación lineal se puede definir en términos de lo que la transformación le hace a la potencia exterior superior. La acción de una transformación sobre las potencias exteriores menores da una forma independiente de las bases de hablar sobre los menores de la transformación.

#### Detalles técnicos: Definiciones
Sea {\displaystyle V} un espacio vectorial n dimensional sobre el campo {\displaystyle K} con base {\displaystyle \{e_{1},\ldots ,e_{n}\}}.
- Para {\displaystyle A\in \operatorname {End} (V)}, se define {\displaystyle {\textstyle \bigwedge }^{k}A\in \operatorname {End} ({\textstyle \bigwedge }^{k}V)} en tensores simples mediante

{\displaystyle {\textstyle \bigwedge }^{k}A(v_{1}\wedge \cdots \wedge v_{k})=Av_{1}\wedge \cdots \wedge Av_{k}}
y se expande la definición linealmente a todos los tensores. De manera más general, se puede definir {\displaystyle {\textstyle \bigwedge }^{p}A^{k}\in \operatorname {End} ({\textstyle \bigwedge }^{p}V),(p\geq k)} en tensores simples por
{\displaystyle \left({\textstyle \bigwedge }^{p}A^{k}\right)(v_{1}\wedge \cdots \wedge v_{p})=\sum _{0\leq i_{1}<\cdots <i_{k}\leq p}v_{1}\wedge \cdots \wedge Av_{i_{1}}\wedge \cdots \wedge Av_{i_{k}}\wedge \cdots \wedge v_{p}}
es decir, se eligen k componentes sobre los que actúa A, y luego se suman todos los resultados obtenidos de las diferentes elecciones. Si es {\displaystyle p<k}, defínase {\displaystyle {\textstyle \bigwedge }^{p}A^{k}=0}. Dado que {\displaystyle {\textstyle \bigwedge }^{n}V} es unidimensional con base {\displaystyle e_{1}\wedge \cdots \wedge e_{n}}, se puede identificar {\displaystyle {\textstyle \bigwedge }^{n}A^{k}} con el número único {\displaystyle \kappa \in K} satisfaciendo
{\displaystyle {\textstyle \bigwedge }^{n}A^{k}(e_{1}\wedge \cdots \wedge e_{n})=\kappa (e_{1}\wedge \cdots \wedge e_{n}).}
- Para {\displaystyle \varphi \in \operatorname {End} ({\textstyle \bigwedge }^{p}V)}, se define la transposición exterior {\displaystyle \varphi ^{\mathrm {T} }\in \operatorname {End} ({\textstyle \bigwedge }^{n-p}V)} como el operador único que satisface

{\displaystyle \forall \omega _{p}\in {\textstyle \bigwedge }^{p}V,\omega _{n-p}\in {\textstyle \bigwedge }^{n-p}V,(\varphi ^{\mathrm {T} }\omega _{n-p})\wedge \omega _{p}=\omega _{n-p}\wedge (\varphi \omega _{p})}
- Para {\displaystyle A\in \operatorname {End} (V)}, defina {\displaystyle \det A={\textstyle \bigwedge }^{n}A^{n},\operatorname {Tr} (A)={\textstyle \bigwedge }^{n}A^{1},\operatorname {adj} A=({\textstyle \bigwedge }^{n-1}A^{n-1})^{\mathrm {T} }}. Estas definiciones son equivalentes a las otras versiones.

#### Propiedades básicas
Todos los resultados obtenidos de otras definiciones de determinante, traza y adjunto se pueden obtener de esta definición (ya que estas definiciones son equivalentes). A continuación, se muestran algunas propiedades básicas relacionadas con estas nuevas definiciones:
- {\displaystyle (\cdot )^{\mathrm {T} }} es {\displaystyle K}-lineal.

- {\displaystyle (AB)^{\mathrm {T} }=B^{\mathrm {T} }A^{\mathrm {T} }.}

- Se tiene un isomorfismo canónico

{\displaystyle {\begin{cases}\psi :\operatorname {End} ({\textstyle \bigwedge }^{k}V)\cong \operatorname {End} ({\textstyle \bigwedge }^{n-k}V)\\A\mapsto A^{\mathrm {T} }\end{cases}}}
Sin embargo, no hay isomorfismo canónico entre {\displaystyle {\textstyle \bigwedge }^{k}V} y {\displaystyle {\textstyle \bigwedge }^{n-k}V.}
- {\displaystyle \operatorname {Tr} \left({\textstyle \bigwedge }^{k}A\right)={\textstyle \bigwedge }^{n}A^{k}.} Las entradas de la matriz transpuesta de {\displaystyle {\textstyle \bigwedge }^{k}A} son {\displaystyle k\times k}-menores de {\displaystyle A}.

- {\displaystyle \forall k\leqslant n-1,p\leqslant k,A\in \operatorname {End} (V),}

{\displaystyle \sum _{q=0}^{p}\left({\textstyle \bigwedge }^{n-k}A^{p-q}\right)^{\mathrm {T} }\left({\textstyle \bigwedge }^{k}A^{q}\right)=\left({\textstyle \bigwedge }^{n}A^{p}\right)\operatorname {Id} \in \operatorname {End} (V).}
En particular,
{\displaystyle \left({\textstyle \bigwedge }^{n-1}A^{p-1}\right)^{\mathrm {T} }A+\left({\textstyle \bigwedge }^{n-1}A^{p}\right)^{\mathrm {T} }=\left({\textstyle \bigwedge }^{n}A^{p}\right)\operatorname {Id} }
y por lo tanto
{\displaystyle (\operatorname {adj} A)A=\left({\textstyle \bigwedge }^{n-1}A^{n-1}\right)^{\mathrm {T} }A=\left({\textstyle \bigwedge }^{n}A^{n}\right)\operatorname {Id} =(\det A)\operatorname {Id} .}
- {\displaystyle \left({\textstyle \bigwedge }^{n-1}A^{p}\right)^{\mathrm {T} }=\sum _{q=0}^{p}\left({\textstyle \bigwedge }^{n}A^{p-q}\right)(-A)^{q}=\sum _{q=0}^{p}\operatorname {Tr} \left({\textstyle \bigwedge }^{p-q}A\right)(-A)^{q}.}

En particular,
{\displaystyle \operatorname {adj} A=\sum _{q=0}^{n-1}\left({\textstyle \bigwedge }^{n}A^{n-q-1}\right)(-A)^{q}.}
- {\displaystyle \operatorname {Tr} \left({\textstyle \bigwedge }^{k}\operatorname {adj} A\right)={\textstyle \bigwedge }^{n}(\operatorname {adj} A)^{k}=(\det A)^{k-1}\left({\textstyle \bigwedge }^{n}A^{n-k}\right)=(\det A)^{k-1}\operatorname {Tr} \left({\textstyle \bigwedge }^{n-k}A\right).}

- {\displaystyle \operatorname {Tr} \left(\left({\textstyle \bigwedge }^{n-1}A^{k}\right)^{\mathrm {T} }\right)=(n-k){\textstyle \bigwedge }^{n}A^{p}=(n-k)\operatorname {Tr} \left({\textstyle \bigwedge }^{p}A\right).}

- El polinomio característico {\displaystyle \operatorname {ch} _{A}(t)} de {\displaystyle A\in \operatorname {End} (V)} puede estar dado por

{\displaystyle \operatorname {ch} _{A}(t)=\sum _{k=0}^{n}\operatorname {Tr} \left({\textstyle \bigwedge }^{k}A\right)(-t)^{n-k}=\sum _{k=0}^{n}\left({\textstyle \bigwedge }^{n}A^{k}\right)(-t)^{n-k}.}
De forma similar,
{\displaystyle \operatorname {ch} _{\operatorname {adj} A}(t)=\sum _{k=0}^{n}\left({\textstyle \bigwedge }^{n}(\operatorname {adj} A)^{k}\right)(-t)^{n-k}=\sum _{k=0}^{n}(\det A)^{k-1}\left({\textstyle \bigwedge }^{n}A^{n-k}\right)(-t)^{n-k}}

#### Algoritmo de Leverrier
{\displaystyle {\textstyle \bigwedge }^{n}A^{k}} son los coeficientes de los términos {\displaystyle (-t)^{n-k}} en el polinomio característico. También aparecen en las expresiones de {\textstyle \left({\textstyle \bigwedge }^{n-1}A^{p}\right)^{\mathrm {T} }} y {\displaystyle {\textstyle \bigwedge }^{n}(\operatorname {adj} A)^{k}}. El algoritmo de Leverrier es una forma económica de calcular {\displaystyle {\textstyle \bigwedge }^{n}A^{k}} y {\displaystyle {\textstyle \bigwedge }^{n-1}A^{k}}:
Establecer {\displaystyle {\textstyle \bigwedge }^{n-1}A^{0}=1};
Para {\displaystyle k=n-1,n-2,\ldots ,1,0},
{\displaystyle {\textstyle \bigwedge }^{n}A^{n-k}={\frac {1}{n-k}}\operatorname {Tr} (A\circ {\textstyle \bigwedge }^{n-1}A^{n-k-1});}
{\displaystyle {\textstyle \bigwedge }^{n-1}A^{n-k}={\textstyle \bigwedge }^{n}A^{n-k}\cdot \operatorname {Id} -A\circ {\textstyle \bigwedge }^{n-1}A^{n-k-1}.}

### Física
En física, muchas cantidades se representan naturalmente mediante operadores alternos. Por ejemplo, si el movimiento de una partícula cargada se describe mediante vectores de velocidad y aceleración en el espacio-tiempo de cuatro dimensiones, entonces la normalización del vector de velocidad requiere que la fuerza electromagnética sea un operador alterno de la velocidad. Sus seis grados de libertad se identifican con los campos eléctrico y magnético.

### Geometría lineal
Los vectores k descomponibles tienen interpretaciones geométricas: el bivector u ∧ v representa el plano atravesado por los vectores, ponderado por un número, dado por el área del paralelogramo orientado con lados u y v. De manera análoga, el u ∧ v ∧ w de 3 vectores representa el espacio 3 expandido ponderado por el volumen del paralelepípedo orientado con las aristas u, v y w.

### Geometría proyectiva
Los vectores  k  descomponibles en ΛkV  corresponden a los subespacios vectoriales ponderados k dimensionales de V. En particular, el Grasmaniano de subespacios k-dimensionales de V, denotado Grk(V), se puede identificar naturalmente con una subvariedad algebraica del espacio proyectivo P(ΛkV), denominada embebido de Plücker.

### Geometría diferencial
El álgebra exterior tiene aplicaciones notables en geometría diferencial, donde se usa para definir formas diferenciales. Las formas diferenciales son objetos matemáticos que evalúan la longitud de vectores, áreas de paralelogramos y volúmenes de cuerpos de dimensiones superiores, por lo que pueden ser integrados sobre curvas, superficies y variedades de mayor dimensión de una manera que generaliza el cálculo de las integrales de curvas y de las integrales de superficie. Una forma diferencial en un punto de una variedad diferenciable es una forma multilineal alterna en el espacio tangente en el punto. De manera equivalente, una forma diferencial de grado k es una funcional lineal en la k-ésima potencia exterior del espacio tangente. Como consecuencia, el producto exterior de formas multilineales define un producto exterior natural para formas diferenciales, que juegan un papel importante en diversas áreas de la geometría diferencial.
En particular, la derivada exterior le da al álgebra exterior de formas diferenciales en una variedad la estructura de un álgebra graduada diferencial. La derivada exterior conmuta con el regrediente en aplicaciones diferenciables entre múltiples, y por lo tanto, es un operador diferencial natural. El álgebra exterior de formas diferenciales, equipada con la derivada exterior, es un complejo de cadenas cuya cohomología se llama cohomología de De Rham de la variedad subyacente y juega un papel vital en la topología algebraica de variedades diferenciables.

### Teoría de la representación
En teoría de la representación, el álgebra exterior es uno de los dos functores de Schur fundamentales en la categoría de los espacios vectoriales, el otro es el álgebra simétrica. Juntas, estas construcciones se utilizan para generar la representación irreducible del grupo lineal general; véase representación fundamental.

### Superespacio
El álgebra exterior sobre los números complejos es el ejemplo arquetípico de una superálgebra, que juega un papel fundamental en las teorías físicas pertenecientes a los fermiones y la supersimetría. Un solo elemento del álgebra exterior se llama supernúmero o número de Grassmann. El álgebra exterior en sí es entonces solo un superespacio unidimensional: es solo el conjunto de todos los puntos en el álgebra exterior. La topología en este espacio es esencialmente una topología débil, siendo los conjuntos abiertos los conjuntos cilíndricos. Un superespacio de dimensión n es solo el producto de n-hojas de las álgebras exteriores.

### Homología de álgebra de Lie
Sea L un álgebra de Lie sobre un campo K. Entonces, es posible definir la estructura de un complejo de cadenas en el álgebra exterior de L. Esta es una aplicación K-lineal
{\displaystyle \partial :{\textstyle \bigwedge }^{p+1}L\to {\textstyle \bigwedge }^{p}L}
definida en elementos descomponibles por
{\displaystyle \partial (x_{1}\wedge \cdots \wedge x_{p+1})={\frac {1}{p+1}}\sum _{j<\ell }(-1)^{j+\ell +1}[x_{j},x_{\ell }]\wedge x_{1}\wedge \cdots \wedge {\hat {x}}_{j}\wedge \cdots \wedge {\hat {x}}_{\ell }\wedge \cdots \wedge x_{p+1}.}
La identidad de Jacobi se cumple si y solo si ∂∂ = 0, por lo que esta es una condición necesaria y suficiente para que un álgebra no asociativa anticomutativa L sea un álgebra de Lie. Además, en ese caso ΛL es un complejo de cadenas con el operador de límite ∂. La homología asociada a este complejo es la homología del álgebra de Lie.

### Álgebra homológica
El álgebra exterior es el ingrediente principal en la construcción del complejo de Koszul, un objeto fundamental en álgebra homológica.

## Historia
El álgebra exterior fue introducida por primera vez por Hermann Grassmann en 1844 bajo el término general de Ausdehnungslehre o Teoría de la extensión.
Este concepto se refiere más generalmente a una teoría algebraica (o axiomática) de cantidades extendidas y fue uno de los primeros precursores de la noción moderna de espacio vectorial. Saint-Venant también publicó ideas similares de cálculo exterior por las que reclamó la prioridad sobre Grassmann.
El álgebra en sí se construyó a partir de un conjunto de reglas, o axiomas, que capturan los aspectos formales de la teoría de los multivectores de Cayley y Sylvester. Por lo tanto, era un cálculo, muy parecido a la lógica proposicional, excepto en que se enfocaba exclusivamente en la tarea del razonamiento formal en términos geométricos. En particular, este nuevo desarrollo permitió una caracterización axiomática de la dimensión, una propiedad que antes solo había sido examinada desde el punto de vista de las coordenadas.
La importancia de esta nueva teoría de vectores y multivectores se perdió para los matemáticos de mediados del siglo XIX, hasta ser examinada a fondo por Giuseppe Peano en 1888. El trabajo de Peano también permaneció algo oscuro hasta el cambio de siglo, cuando el tema fue unificado por miembros de la escuela de geometría francesa (notablemente Henri Poincaré, Élie Cartan y Jean Gaston Darboux) que aplicaron las ideas de Grassmann al cálculo de formas diferenciales.
Poco tiempo después, Alfred North Whitehead, tomando prestadas las ideas de Peano y Grassmann, presentó su álgebra universal. Esto allanó el camino para los desarrollos del álgebra abstracta en el siglo XX al colocar la noción axiomática de un sistema algebraico sobre una base lógica firme.

### Textos matemáticos
- Bishop, R.; Goldberg, S. I. (1980), Tensor analysis on manifolds, Dover, ISBN 0-486-64039-6, (requiere registro).

Incluye un tratamiento de tensores alternos y formas alternas, así como una discusión detallada de la dualidad de Hodge desde la perspectiva adoptada en este artículo.
- Astrophysics Group, Cavendish Laboratory, Cambridge (2005). «Álgebra del Espacio-Tiempo (Álgebra Geométrica, Clifford y Grassman)». arXiv:0509178: 1-116. (Texto en español)
- Bourbaki, Nicolas (1989), Elements of mathematics, Algebra I, Springer-Verlag, ISBN 3-540-64243-9.

Esta es la "principal referencia matemática" del artículo. Introduce el álgebra exterior de un módulo sobre un anillo conmutativo (aunque este artículo se especializa principalmente en el caso en el que el anillo es un campo), incluida una discusión de la propiedad universal, la funcionalidad, la dualidad y la estructura bialgebraica. Consulte §III.7 y §III.11.
- Bryant, R. L.; Chern, S. S.; Gardner, R. B.; Goldschmidt, H. L.; Griffiths, P. A. (1991), Exterior differential systems, Springer-Verlag.

Este libro contiene aplicaciones de álgebras exteriores a problemas en ecuación en derivadas parciales. El rango y los conceptos relacionados se desarrollan en los primeros capítulos.
- Mac Lane, S.; Birkhoff, G. (1999), Algebra, AMS Chelsea, ISBN 0-8218-1646-2.

Las secciones 6 a 10 del capítulo XVI dan una descripción más elemental del álgebra exterior, incluida la dualidad, los determinantes y menores, y las formas alternas.
- Sternberg, Shlomo (1964), Lectures on Differential Geometry, Prentice Hall.

Contiene un tratamiento clásico del álgebra exterior como tensores alternos y aplicaciones a la geometría diferencial.

### Textos históricos
- (Bourbaki, 1989b) Nota histórica en los capítulos II y III
- Clifford, W. (1878), «Applications of Grassmann's Extensive Algebra», American Journal of Mathematics (The Johns Hopkins University Press) 1 (4): 350-358, JSTOR 2369379, doi:10.2307/2369379.
- Forder, H. G. (1941), The Calculus of Extension, Cambridge University Press.
- Grassmann, Hermann (1844), Die Lineale Ausdehnungslehre – Ein neuer Zweig der Mathematik (en alemán). (La teoría de la extensión lineal: una nueva rama de las matemáticas) referencia alternativa
- Kannenberg, Lloyd (2000), Extension Theory (translation of Grassmann's Ausdehnungslehre), American Mathematical Society, ISBN 0-8218-2031-1.
- Peano, Giuseppe (1888), Calcolo Geometrico secondo l'Ausdehnungslehre di H. Grassmann preceduto dalle Operazioni della Logica Deduttiva.; Kannenberg, Lloyd (1999), Geometric calculus: According to the Ausdehnungslehre of H. Grassmann, Birkhäuser, ISBN 978-0-8176-4126-9, (requiere registro)..
- Whitehead, Alfred North (1898), A Treatise on Universal Algebra, with Applications, Cambridge.

## Lecturas relacionadas
- Browne, J. M. (2007), Grassmann algebra – Exploring applications of Extended Vector Algebra with Mathematica, archivado desde el original el 19 de febrero de 2009, consultado el 25 de enero de 2021.

Una introducción al álgebra exterior y al álgebra geométrica, con un enfoque en aplicaciones. También incluye una sección de historia y bibliografía.
- Spivak, Michael (1965), Calculus on manifolds, Addison-Wesley, ISBN 978-0-8053-9021-6.

Incluye aplicaciones del álgebra exterior a formas diferenciales, específicamente enfocadas a la integración y al teorema de Stokes. La notación ΛkV  en este texto se usa para significar el espacio de k-formas alternas en V; es decir, para Spivak ΛkV  es lo que este artículo llamaría ΛkV∗. Spivak analiza esto en el Anexo 4.
- Strang, G. (1993), Introduction to linear algebra, Wellesley-Cambridge Press, ISBN 978-0-9614088-5-5.

Incluye un tratamiento elemental de la axiomatización de determinantes como áreas orientadas (con signo), volúmenes y volúmenes de mayor dimensión.
- Onishchik, A.L. (2001), «Producto exterior»,  en Hazewinkel, Michiel, ed., Encyclopaedia of Mathematics (en inglés), Springer, ISBN 978-1556080104.
- Wendell H. Fleming (1965)  Funciones de varias variables , Addison-Wesley.

Capítulo 6: Álgebra exterior y cálculo diferencial, páginas 205–38. Este libro de texto sobre cálculo multivariable introduce hábilmente el álgebra exterior de formas diferenciales en la secuencia de cálculo para universidades.
- Winitzki, S. (2010), Linear Algebra via Exterior Products.

Una introducción al enfoque sin coordenadas en álgebra lineal básica de dimensión finita, utilizando productos exteriores.
- Shafarevich, I. R.; Remizov, A. O. (2012). Linear Algebra and Geometry. Springer. ISBN 978-3-642-30993-9.

Capítulo 10: El producto exterior y las álgebras exteriores
- "El método Grassmann en geometría proyectiva" Una compilación de traducciones al inglés de tres notas de Cesare Burali-Forti sobre la aplicación del álgebra exterior a la geometría proyectiva
- C. Burali-Forti, "Introducción a la geometría diferencial, a continuación el método de H. Grassmann" Una traducción al inglés de un libro antiguo sobre las aplicaciones geométricas de las álgebras exteriores
- "Mecánica, según los principios de la teoría de la extensión" Una traducción al inglés de uno de los trabajos de Grassmann sobre las aplicaciones del álgebra exterior

- Datos: Q1196652